# Pocillopora elegans
Pocillopora elegans là một loài san hô trong họ Pocilloporidae. Loài này được Dana mô tả khoa học năm 1846. Đây là loài bản địa ở các khu vực nhiệt đới hoặc cận nhiệt đới ở phía tây, trung tâm và đông Thái Bình Dương. Nó dễ bịtẩy trắng và các bệnh san hô khác nhau và Liên minh Bảo vệ Thiên nhiên Quốc tế (IUCN) đã liệt kê loài này là một "loài dễ bị tổn thương".

## Mô tả
P. elegans hình thành cụm nhỏ của nhánh ngắn, dày, mọc thẳng với những đầu chóp phẳng. Bề mặt của san hô có thùy tròn tròn được biết đến như verrucae, bộ xương xương phát triển thành những loài san hô đặc trưng của chúng. Các san hô phẳng và rất nhỏ và rải rác trên bề mặt của bộ xương. San hô này thay đổi màu sắc, thường là một số bóng kem, màu hồng hoặc màu xanh lá cây nâu. Các loài tương tự là các loài Pocillopora verrucosa, có gai sắc hơn, Pocillopora grandis và Pocillopora capitata.

## Phân bố và môi trường sống
P. elegans là loài bản địa từ vùng Thái Bình Dương. Dải của nó kéo dài từ bán đảo Malaysia và Sumatra qua trung tâm Thái Bình Dương tới Mexico, Trung Mỹ, Quần đảo Galapagos và Colombia. Nó được tìm thấy trong các môi trường nông cạn ở độ sâu xuống đến khoảng 20 m.

## Trạng thái
P. elegans có phạm vi rộng và phổ biến ở hầu hết phạm vi của nó, nhưng đặc biệt nhạy cảm với tẩy trắng, bệnh san hô và sự ăn thịt của loài sao biển có vương miện. Trước sự kiện Thảm hoạ Dao động phương Nam (ENSO) 1982-1983, nó cùng với Pocillopora damicornis, một trong những loài san mạnh nhất ở đông Thái Bình Dương, nhưng sau sự kiện, nó đã biến mất khỏi nhiều vị trí trước đó, mặc dù đã có một số tuyển dụng ở Costa Rica, Panama và quần đảo Galapagos. Nói chung, các rạn san hô ở nơi nó đang sống đang bị đe doạ và Liên minh Bảo tồn Thiên nhiên Quốc tế (IUCN) đã đánh giá tình trạng bảo tồn của mình là "loài dễ bị tổn thương".